# دشت سوزان
دشت سوزان فیلمی درام محصول سال ۲۰۰۸ و محصول مشترک آمریکا و آرژانتین است. فیلم را گی‌یرمو آریاگا کارگردانی کرده و نویسندگی آن را نیز بر عهده داشته‌است. وی پیش از ساخت فیلم، فیلم‌نامه فیلم‌هایی چون ۲۱ گرم ۲۰۰۳ و بابل ۲۰۰۶ را بر عهده داشته بود. در فیلم بازیگرانی چون شارلیز ترون و کیم باسینگر به ایفای نقش پرداخته‌اند. در این فیلم شاهد روایت‌های مختلف از افراد هستیم که همراه با فلش بک‌های زیاد است. یعنی دقیقاً همان شیوه‌ای که آریاگا در فیلم‌نامه دو فیلم موفق و قبلی خود به کار گرفته بود. فیلم برداری فیلم در نیومکزیکو در سال ۲۰۰۷ انجام شد و در اواخر سال ۲۰۰۸ در چند جشنواره اکران شد و در سال ۲۰۰۹ اکران عمومی شد.

## داستان
داستان ابتدا در اواخر سال‌های ۱۹۹۰ میلادی را نشان می‌دهد که زنی به نام جینا که علاوه بر همسر، ۴ فرزند هم دارد در شهر کوچیکی در نیومکزیکو زندگی می‌کند و درآنجا با مردی دیگر که وی نیز زن و بچه دارد، رابطه پیدا میکند. این دو با هم رابطه‌ای مخفیانه دارند اما دختر جینا متوجه این رابطه مخفیانه می‌شود و..
در قسمت دوم فیلم، داستان در حدود یک دهه بعد روایت می‌شود. جاییکه سیلویا در یک رستوران کار می‌کند و شخصی به پیشش می‌رود به وی می‌گوید که دوست دوران نوجوانیش در یک حادثه دچار مصدومیت شدیدی شده‌است و ممکن است زنده نماند و...

## بازیگران
- شارلیز ترون در نقش "سیلویا"
- کیم باسینگر در نقش "جینا"
- جنیفر لارنس در نقش "مریانا"
- خواکین د آلمیدا در نقش "نیک"
- دنی پینو در نقش "سانتیاگو"
- ریچل تیکوتین در نقش "آنا"

## تولید
گی‌یرمو آریاگا نویسنده و کارگردان اثر است کسیکه پس از نوشتن ۳ فیلم‌نامه برای آلخاندرو گونزالز اینیاریتو گفت که می‌خواهد که فیلمنامه‌ای برای خودش بنویسد تا بعد از ۱۱ سال، یک فیلم را کارگردانی کند. فیلم با بودجه‌ای حدود ۲۰ میلیون دلار ساخته شد و اکثر آن در نیومکزیکو فیلم برداری شد.
فیلم ابتدا در سپتامبر ۲۰۰۸ و جشنواره فیلم تورنتو اکران شد. بعد از آن در نوامبر و در فستیوال فیلم ساوانا اکران شد. سپس در جشنواره فیلم ونیز شرکت کرد و در نهایت در سپتامبر ۲۰۰۹ اکران عمومی شد.

## وضعیت

### میزان فروش
کمپانی پارامونت تصمیم گرفت تا فیلم را زودتر از موعد، به صورت خصوصی فیلم را اکران کند. فیلم در هفته نخست خود، فروش بسیار خوب ۱۲،۶۶۱،۱۱۲ دلار را از خود بجا گذاشت و در رتبه دوم قرار گرفت. اما این فروش خیلی زود متوقف شد و فیلم در هفته دوم نمایش خود، با ۶۳.۹۷ درصد کاهش میزان فروش، به رده ۶ جدول سقوط کرد. فیلم در مجموع به فروش ۵۲،۳۰۴،۰۰۱ دلاری رسید که با توجه به بودجه تهیه آن (۶۰ میلیون دلار)، از نظر مالی یک فیلم شکست خورده تلقی شد.

### نظر منتقدین
فیلم اکثراً با نقدهای منفی رو به رو شد. برای مثال در سایت متاکریتیک فیلم از ۱۸ نقد، دارای میزان ۴۸ درصدی رضایت بود. یا در وبسایت راتن تومیتوس فیلم از ۶۰ نقد، دارای میزان ۳۲ درصد رضایت منتقدین بود. تنها نکته مثبت فیلم که در نقدها به چشم میخورد، بازی خوب شارلیز ترون بود.